# Le Plus Beau des combats
Pour plus de détails, voir Fiche technique et Distribution.
Le Plus Beau des combats ou En souvenir des Titans au Québec (Remember the Titans) est un film américain réalisé par Boaz Yakin et sorti en 2000. Il s'inspire de la vie de Herman Boone.
Produit par Jerry Bruckheimer, le film a réalisé 115 millions de dollarsUS de recettes aux États-Unis et 21 millions à l'étranger, pour un budget de 30 millions de dollarsUS.

## Synopsis
En 1971, dans le T. C. Williams High School d'Alexandria en Virginie, des étudiants noirs sont intégrés dans l'établissement scolaire jusqu'alors réservé aux blancs. Cette décision a pour effet d’exacerber les tensions raciales déjà existantes dans la communauté, surtout lorsque l’entraîneur blanc de l’équipe de football américain, Bill Yoast, comprend qu’il devra œuvrer sous la supervision de Herman Boone, un afro-américain. Les deux hommes apprennent pourtant à se respecter, malgré leurs tempéraments fort différents. Ils font de même pour les joueurs de l'équipe et leurs inculquent des valeurs qui font d’eux des champions respectés,,.

## Fiche technique
- Titre français : Le Plus Beau des combats
- Titre québécois : En souvenir des Titans
- Titre original : Remember the Titans
- Réalisation : Boaz Yakin
- Scénario : Gregory Allen Howard
- Photographie : Philippe Rousselot
- Montage : Michael Tronick
- Musique : Trevor Rabin
- Direction artistique :
- Décors :
- Costumes :
- Producteur : Jerry Bruckheimer
- Sociétés de production : Jerry Bruckheimer Films, Run It Up Productions Inc., Technical Black, Walt Disney Pictures
- Société de distribution : Buena Vista Pictures
- Budget : 30 millions de dollarsUS
- Pays de production :  États-Unis
- Langue : anglais
- Format : couleur
- Genre : drame biographique
- Durée : 113 minutes
- Dates de sortie :
  - États-Unis : 29 septembre 2000
  - France : 18 avril 2001

## Distribution
Légende doublage : VF = Version Française et VQ = Version Québécoise
- Denzel Washington (VF : Emmanuel Jacomy et VQ : Jean-Luc Montminy) : Coach Herman Boone
- Will Patton (VF : Joël Martineau et VQ : Benoit Rousseau) : Coach Bill Yoast
- Brett Rice (VF : Marc Alfos et VQ : Guy Nadon) : Coach Herb Tyrell
- Ethan Suplee (VF : Alain Flick et VQ : Michel Charette) : Louie Lastik, offensive tackle
- Kip Pardue (VF : Denis Laustriat et VQ : Louis-Philippe Dandenault) : Ronnie « Sunshine » Bass, quaterback
- Hayden Panettiere (VF : Kelly Marot et VQ : Mélissa Hoffman) : Sheryl Yoast, fille de Bill Yoast
- Kate Bosworth (VQ : Christine Bellier) : Emma Hoyt
- Ryan Gosling (VF : Vincent Ropion) : Alan Bosley
- Earl C. Poitier (VQ : François L'Écuyer) : Blue Stanton
- Gregory Alan Williams (VF : Med Hondo et VQ : Raymond Bouchard) : Coach Paul « Doc » Hines
- Burgess Jenkins : Ray Budds
- Neal Ghant : Glascoe
- Wood Harris (VF : Lionel Henry et VQ : Benoit Éthier) : Julius Campbell, defensive end
- Ryan Hurst (VF : Damien Boisseau et VQ : Antoine Durand) : Gerry Bertier, linebacker
- Donald Faison (VF : Lucien Jean-Baptiste et VQ : Patrice Dubois) : Petey Jones, running back
- Craig Kirkwood (VF : Cédric Dumond et VQ : François Godin) : Jerry « Rev » Harris, quarterback
- Nicole Ari Parker (VF : Maik Darah et VQ : Viviane Pacal) : Carol Boone, femme de Herman Boone

## Production

### Scénario

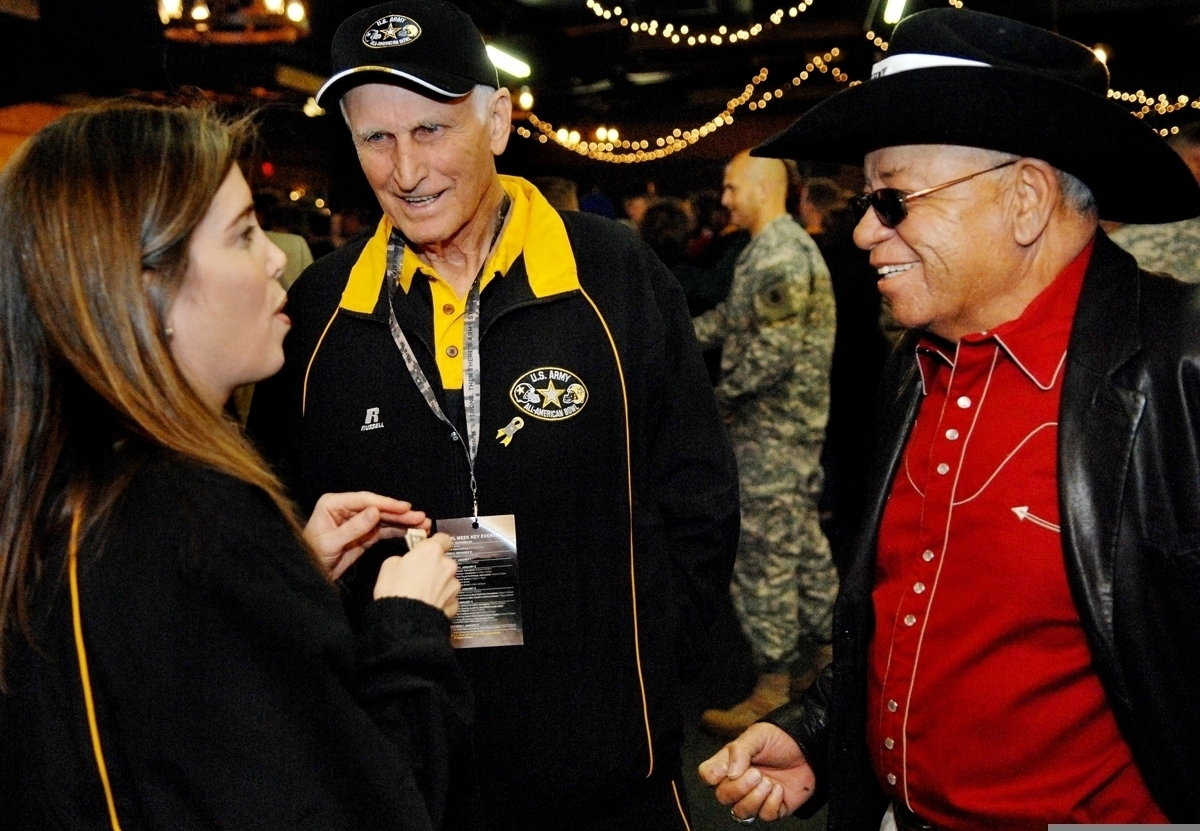
Photo des coachs Bill Yoast (au centre) et Herman Boone (à droite) en 2008.

Le script a été écrit par Gregory Allen Howard. Il a remarqué que dans la ville d'Alexandria la population afro-américaine était particulièrement bien intégrée socialement comparé au reste du pays. Après s'être renseigné, on lui a raconté l'histoire des Titans et de ses deux coachs.

« Je ne pouvais pas imaginer qu'une équipe de lycée pouvait affecter une ville entière. Certains disent qu'ils ont sauvé la ville. »

— Gregory Allen Howard
Le coach Herman Boone a appris à ses jeunes à se respecter. Howard a décidé d'écrire cette histoire vraie d'un coach qui a réussi à vaincre les problèmes raciaux de son équipe pour en faire un groupe soudé et a ainsi influencé toute une communauté.

« Durant 200 ans en Amérique, nous avons essayé d'appliquer aimons nous les uns les autres pour résoudre nos problèmes raciaux. Herman a dit à ses enfants qu'ils n'avaient pas à s'aimer les uns les autres ou même s'apprécier, mais ils devaient se respecter mutuellement. »

— Gregory Allen Howard

### Bande originale
Trevor Rabin est le compositeur de la musique du film Le Plus Beau des combats. Au départ du projet, c'est le compositeur John Debney, connu pour ses musiques de film sur le sport, qui devait réaliser la musique. Il a été viré du projet au profit de Rabin. Trevor Rabin a écrit une douzaine de morceaux pour le film, seul Titans Spirit fait partie de la bande originale qui est composée de chansons des années 1960 et 70,. Le titre Titans Spirit a depuis été joué dans de nombreuses émissions de télévision sur le sport et il a également été employé lors des célébrations de la victoire de Barack Obama aux élections présidentielles.
| 1.  | Ain't No Mountain High Enough    | Marvin Gaye et Tammi Terrell | 2:29 |
| 2.  | Spirit in the Sky                | Norman Greenbaum             | 4:02 |
| 3.  | Peace Train                      | Cat Stevens                  | 4:06 |
| 4.  | Na Na Hey Hey Kiss Him Goodbye   | Steam                        | 4:05 |
| 5.  | Long Cool Woman in a Black Dress | Hollies                      | 3:17 |
| 6.  | I Want to Take You Higher        | Ike et Tina Turner           | 2:44 |
| 7.  | Up Around the Bend               | Creedence Clearwater Revival | 2:42 |
| 8.  | Spill the Wine                   | Eric Burdon et War           | 4:05 |
| 9.  | A Hard Rain's A-Gonna Fall       | Leon Russell                 | 5:10 |
| 10. | Act Naturally                    | Buck Owens                   | 2:21 |
| 11. | Express Yourself                 | Charles Wright               | 3:53 |
| 12. | Titans Spirit                    | Trevor Rabin                 | 7:27 |

## Sortie et accueil

### Action caritative
Lors de sa première semaine d'exploitation en France, pour chaque billet acheté, Gaumont Buena Vista International a reversé un franc à l'association Fais-nous rêver de Jean-Claude Perrin qui favorise des actions dans le domaine de l'éducation et de l'insertion par le sport pour les jeunes en situation d'exclusion,.
Une centaine de jeunes joueurs originaires de cités, membres du Football Club de Trappes et leur président, l'humoriste Jamel Debbouze, ont été invités par Gaumont Buena Vista International à assister en avant-première à la projection du film au cinéma Gaumont de Montigny-le-Bretonneux,.

### Critiques
« Remember the Titans has the outer form of a brave statement about the races in America, but the soul of a sports movie in which everything is settled by the obligatory last play in the last seconds of the championship game. »

— Roger Ebert

« L'histoire est vraie, étonnante, édifiante. Accommodée à la sauce hollywoodienne, elle prend des airs conventionnels, comme si les Titans avaient une fois pour toutes triomphé du racisme. »

— Frédéric Strauss, Télérama
Les critiques considèrent que la sélection musicale de Trevor Rabin est parfaitement en phase avec l'action du film et correspond à la musique de l'époque.

### Box-office
Le film a fait 136 706 683 dollars de recettes avec 115 654 751 dollars aux États-Unis et 21 051 932 dollars à l'étranger, pour un budget de 30 000 000 dollars,. Lors de sa première semaine de projection en Amérique du Nord, le film a été premier au box-office et a réalisé 20 905 831 dollars de recettes.
Au début des années 2000, le box-office international fournissait en moyenne 46 % des revenus des studios de Hollywood, contre 32 % il y a dix ans. Celui du film Le plus beau des combats ne correspond qu'à 15 % des recettes.
James Ulmer, l'inventeur d'un classement des acteurs très prisé par les studios de Hollywood, explique que « Les marchés européens, mais surtout asiatiques, boudent les têtes d'affiche afro-américaines. C'est un problème notoire. Dans le métier, on appelle cela le "facteur noir". ». Une autre explication de ce faible coût des recettes à l'étranger est que lorsque les films ont un petit budget, ils sont plus spécifiquement à destination du public américain avec des histoires de leur quotidien, ici l'importance du sport avec le football américain.

## Distinctions

### Récompenses
- Angel Award dans la catégorie Best true-life action film[21].
- BET Award dans la catégorie Meilleur acteur (Best Actor) pour Denzel Washington[22].
- BMI Film Music Award pour le compositeur Trevor Rabin[23].
- Political Film Society Award dans la catégorie Human Rights[23].
- Young Artist Award dans la catégorie Best Performance in a Feature Film - Supporting Young Actress pour Hayden Panettiere[24],[25].

### Nominations
- Artios Award de la Casting Society of America dans la catégorie Feature Film - Drama pour Ronna Kress[26].
- Satellite Award du meilleur acteur dans un film dramatique (Best Actor – Motion Picture Drama) pour Denzel Washington[23].
- Political Film Society Award dans la catégorie Exposé[23].
- Teen Choice Award dans la catégorie Film - Choice Drama/Action Adventure[23].
- Young Artist Award dans la catégorie Best Family Feature Film - Drama[25].

## Commentaires

### Différences avec l'histoire réelle
Disney s'est permis de modifier l'histoire d'origine à plusieurs reprises,.
En 1971, Alexandria a bien fermé plusieurs petits lycées afin de regrouper tous les élèves dans le même mais le T. C. Williams High School était déjà un établissement d'intégration depuis sa création en 1965.
Le personnage de Ray Budds qui a été renvoyé de l'équipe pour son intolérance n'a jamais existé. Sheryl, la fille du coach Yoast n'était pas une fan de Football américain, ses trois sœurs et sa mère ne sont pas représentées dans le film.

### Outil de formation
Aux États-Unis, le film est conseillé et utilisé comme outil pour la formation à la sociologie ou à la gestion de l'éducation (management education). Le film permet d'illustrer les interactions humaines dans un microcosme et la résolution de conflits,,,.

### DVD
Le DVD contient quatre scènes coupées, une interview intitulée Denzel Becomes Boone avec Denzel Washington et coach Herman Boone,.